# Alieni iuris
Alieni iuris (frase latina que se podría traducir como "bajo el derecho de otro") es una denominación del derecho romano para aquellos que se encuentran sometidos a la patria potestad de otro.

## Derecho Romano
La persona sometida al poder familiar, cualquiera fuera su edad o su sexo, era alieni iuris, comprendiéndose entre ellas al filiusfamilias, descendiente legítimo o adoptivo del paterfamilias viviente; a la mujer sujeta a la manus de su propio marido o la del pater bajo cuya potestad éste se encontrara, y la persona in causa mancipi, que era el hombre libre dado en noxa por los delitos que hubiere cometido o en garantía de las obligaciones del paterfamilias de quién dependía.
Los alieni iuris tenían la capacidad restringida debido a la situación de dependencia  en que se encontraban respecto al pater. Así, los filii no podían contraer matrimonio sin la autorización del jefe de familia y en cuanto a su situación patrimonial, tenían un estado parecido al de los esclavos, pues lo que adquirían se incorporaba al patrimonio del pater. Esta incapacidad patrimonial fue modificándose paulatinamente, especialmente a partir del otorgamiento de los peculios que posibilitaban al filius -en algunos supuestos- realizar negocios de disposición tanto inter vivos como mortis causa.